# Championnat d'Angleterre de football 1966-1967
Navigation
Édition précédente Édition suivante
La 68e édition du championnat d'Angleterre de football est remportée par Manchester United. Le club de Manchester finit quatre points devant Nottingham Forest et gagne son septième titre de champion d'Angleterre.
Manchester United se qualifie pour la Coupe des clubs champions en tant que champion d'Angleterre. Tottenham Hotspur, vainqueur de la coupe se qualifie pour la Coupe des vainqueurs de coupe. Leeds United, Liverpool FC et Nottingham Forest se qualifient pour la Coupe des villes de foires au titre de leur classement en championnat.
Le système de promotion/relégation reste en place : descente et montée automatique, sans matchs de barrage pour les deux derniers de première division et les deux premiers de deuxième division. À la fin de la saison, Aston Villa et Blackpool FC sont relégués en deuxième division. Ils sont remplacés pour la saison suivante par Coventry City et Wolverhampton Wanderers.
L'attaquant anglais Ron Davies, joueur de Southampton FC termine en tête du classement des buteurs avec 37 réalisations.

## Classement
| Rang | Équipe               | Pts | J  | G  | N  | P  | Bp | Bc | Diff |
| ---- | -------------------- | --- | -- | -- | -- | -- | -- | -- | ---- |
| 1    | Manchester United    | 60  | 42 | 24 | 12 | 6  | 84 | 45 | +39  |
| 2    | Nottingham Forest    | 56  | 42 | 23 | 10 | 9  | 64 | 41 | +23  |
| 3    | Tottenham Hotspur C  | 56  | 42 | 24 | 8  | 10 | 71 | 48 | +23  |
| 4    | Leeds United         | 55  | 42 | 22 | 11 | 9  | 62 | 42 | +20  |
| 5    | FC Liverpool T       | 51  | 42 | 19 | 13 | 10 | 64 | 47 | +17  |
| 6    | Everton FC           | 48  | 42 | 19 | 10 | 13 | 65 | 46 | +19  |
| 7    | Arsenal FC           | 46  | 42 | 16 | 14 | 12 | 58 | 47 | +11  |
| 8    | Leicester City       | 44  | 42 | 18 | 8  | 16 | 78 | 71 | +7   |
| 9    | Chelsea FC           | 44  | 42 | 15 | 14 | 13 | 67 | 62 | +5   |
| 10   | Sheffield United     | 42  | 42 | 16 | 10 | 16 | 52 | 59 | -7   |
| 11   | Sheffield Wednesday  | 41  | 42 | 14 | 13 | 15 | 47 | 56 | -9   |
| 12   | Stoke City           | 41  | 42 | 17 | 7  | 18 | 63 | 58 | +5   |
| 13   | West Bromwich Albion | 39  | 42 | 16 | 7  | 19 | 77 | 73 | +4   |
| 14   | Burnley FC           | 39  | 42 | 15 | 9  | 18 | 66 | 76 | -10  |
| 15   | Manchester City P    | 39  | 42 | 12 | 15 | 15 | 43 | 52 | -9   |
| 16   | West Ham United      | 36  | 42 | 14 | 8  | 20 | 80 | 84 | -4   |
| 17   | Sunderland AFC       | 36  | 42 | 14 | 8  | 20 | 58 | 72 | -14  |
| 18   | Fulham FC            | 34  | 42 | 11 | 12 | 19 | 71 | 83 | -12  |
| 19   | Southampton FC P     | 34  | 42 | 14 | 6  | 22 | 74 | 92 | -18  |
| 20   | Newcastle United     | 33  | 42 | 12 | 9  | 21 | 39 | 81 | -42  |
| 21   | Aston Villa          | 29  | 42 | 11 | 7  | 24 | 54 | 85 | -31  |
| 22   | Blackpool FC         | 21  | 42 | 6  | 9  | 27 | 41 | 76 | -35  |

Qualifications européennes
Coupe des clubs champions européens 1967-1968 
Coupe d'Europe des vainqueurs de coupe de football 1967-1968
Coupe des villes de foires 1967-1968
Relégation
- 21e et 22e : relégation en Second Division

Abréviations
- T : Tenant du titre
- C : Vainqueur de la FA Cup 1966-1967
- L : Vainqueur de la Coupe de la Ligue 1966-1967
- S : Vainqueur du Community Shield 1966
- P : Promu de Second Division 1965-1966

## Meilleur buteur
Avec 37 buts, Ron Davies qui évolue à Southampton remporte son premier titre de meilleur buteur du championnat.